# Dwars door België 1955
De elfde editie van Dwars door België werd verreden op zaterdag 16 en zondag 17 april 1955. Deze editie ging over drie etappes net zoals in 1953 en 1954.

## 1e etappe

### Wedstrijdverloop
De start van de 1e etappe lag in Waregem en de finish in Eisden. De afstand bedroeg 250 km. Er gingen 118 renners van start in Waregem. Direct na de start viel Close aan, hij kreeg een medevluchter mee. Net voor de beklimming van de Kwaremont sloten nog 7 renners aan. Bij de beklimming van de Kwaremont door het peloton wisten nog 3 renners te ontsnappen en zij kwamen bij Lessen bij de kopgroep. Ondanks de harde wind op kop wisten de koplopers de voorsprong uit te bouwen en in Namen hadden ze al 6 minuten. Een gesloten overweg nabij Amay zorgde ervoor dat het peloton op 10 minuten kwam te zitten. Onder impulsen van onder andere Schotte slonk de voorsprong naar 8 minuten. Iets verderop verspeelde de kopgroep nog eens meer dan 4 minuten door een gesloten tolhek. Uiteindelijk wist de kopgroep net uit de greep van het peloton te blijven, waarbij 3 renners nog de oversteek maakten (onder andere Zagers). Close, de eerste aanvaller van de dag, was het snelst en won deze etappe. Net voor de net aangesloten Zagers. 

### Hellingen
Voor zover bekend moesten de volgende hellingen in de 1e etappe beklommen worden:

### Uitslag
| Plaats  | Naam         | Ploeg | Tijd     |
| ------- | ------------ | ----- | -------- |
| Winnaar | Alex Close   |       | 7u05'00" |
| 2       | Jan Zagers   |       | z.t.     |
| 3       | Frans Gielen |       | z.t.     |

## 2e etappe

### Wedstrijdverloop
De 2e etappe ging een dag later van Eisden terug naar Waregem, de afstand bedroeg 204 km. Er gingen 99 renners van start in Eisden. Nu stond de wind in de rug en dat zorgde al snel voor een kopgroep van 12 renners onder impuls van De Bruyne. In As reden ze met lichte voorsprong op een groep van 6 renners en het peloton zat slechts 35 seconden achter ze. Schotte was zeer actief en onder zijn impulsen waren er in Diest 26 renners vooraan. De groep daarachter zette de achtervolging in. Bij de klim van de Helling van Heist-op-den-Berg was de achterstand van het 2e groepje met 7 renners nog 30 seconden, het grote peloton zat al op ruim 2 minuten. Pechgevallen en aanvallen dunden de 1e groep uit en in Breendonk was er nog een kopgroep van 6 renners. In Dendermonde bestond de kopgroep uit 5, maar in Kruishoutem moest De Wachter lossen. De 4 vooraan bereikten Waregem en De Bruyne was de snelste in de sprint en won deze etappe. 

### Hellingen
Voor zover bekend moesten de volgende hellingen in de 2e etappe beklommen worden:

### Uitslag
| Plaats  | Naam              | Ploeg | Tijd     |
| ------- | ----------------- | ----- | -------- |
| Winnaar | Fred De Bruyne    |       | 5u26'00" |
| 2       | Rik Van Kerkhoven |       | z.t.     |
| 3       | Karel Borgmans    |       | z.t.     |

## 3e etappe

### Wedstrijdverloop
De 3e etappe was een tijdrit rond Waregem, de afstand bedroeg 36 km. De tijdrit werd op dezelfde dag verreden als de 2e etappe.
Schotte was de allersterkte en liet de anderen ver achter zich en won zo net als in 1953 het eindklassement. 

### Hellingen
Voor zover bekend moesten de volgende hellingen in de 3e etappe beklommen worden:

### Uitslag
| Plaats  | Naam                  | Ploeg | Tijd     |
| ------- | --------------------- | ----- | -------- |
| Winnaar | Briek Schotte         |       | 1u04'16" |
| 2       | Alfons Van Den Brande |       | op 1'26" |
| 3       | René Mertens          |       | op 1'28" |

## Eindklassement
| Plaats  | Naam                  | Ploeg | Tijd      |
| ------- | --------------------- | ----- | --------- |
| Winnaar | Briek Schotte         |       | 13u29'36" |
| 2       | Fred De Bruyne        |       | op 40"    |
| 3       | Alfons Van Den Brande |       | op 56"    |
| 4       | René Mertens          |       | op 58"    |
| 5       | Rik Van Kerkhoven     |       | op 2'06"  |
| 6       | André Rosseel         |       | z.t.      |
| 7       | Roger Decock          |       | op 3'00"  |
| 8       | Frans Gielen          |       | op 3'48"  |
| 9       | Flander Janssens      |       | op 4'24"  |
| 10      | Jozef Plas            |       | op 5'33"  |

1945 · 1946 · 1947 · 1948 · 1949 · 1950 · 1951 · 1952 · 1953 · 1954 · 1955 · 1956 · 1957 · 1958 · 1959 · 1960 · 1961 · 1962 · 1963 · 1964 · 1965 · 1966 · 1967 · 1968 · 1969 · 1970 · 1971 · 1972 · 1973 · 1974 · 1975 · 1976 · 1977 · 1978 · 1979 · 1980 · 1981 · 1982 · 1983 · 1984 · 1985 · 1986 · 1987 · 1988 · 1989 · 1990 · 1991 · 1992 · 1993 · 1994 · 1995 · 1996 · 1997 · 1998 · 1999 · 2000 · 2001 · 2002 · 2003 · 2004 · 2005 · 2006 · 2007 · 2008 · 2009 · 2010 · 2011 · 2012 · 2013 · 2014 · 2015 · 2016 · 2017 · 2018 · 2019 · 2020 · 2021 · 2022 · 2023 · 2024

Lijst van beklimmingen